# Pequeños Cárpatos
Los Pequeños Cárpatos, también Cárpatos Menores (en eslovaco: Malé Karpaty; en alemán: Kleine Karpaten en húngaro: Kis-Kárpátok) son una pequeña cadena montañosa  de baja altitud de alrededor de 100 km de largo, parte de los montes Cárpatos. Las montañas están situadas en Eslovaquia Occidental, abarcando una área desde Bratislava a Nové Mesto nad Váhom, una muy pequeña parte llamada Hundsheimer Berge (o Hainburger Berge) está situada al sur de la puerta Devín en el noreste de Austria. Los Pequeños Cárpatos están limitados por la llanura Záhorie en el oeste y por la llanura danubiana en el este.
En 1976, los Pequeños Cárpatos fueron declarados una zona protegida bajo el nombre de Zona de Protección Paisajística de los Pequeños Cárpatos, abarcando 646,1 km². Las tres montañas más altas son Záruby con 768,1 m de altitud, Vysoká con 754,1 m y Vápenná con 752,1 m.
Los Pequeños Cárpatos se dividen, de sur a norte: 
- Cárpatos Devín (en Bratislava)
- Cárpatos Pezinok (de Bratislava a Buková)
- Cárpatos Brezová (de Buková a Prašník)
- Cárpatos Čachtice (de Prašník a Nové Mesto nad Váhom)

En los Pequeños Cárpatos se practican el senderismo, ciclismo, esquí y otros deportes de invierno.
La parte suroriental tiene amplios viñedos (Bratislava, Rača, Pezinok, Modra). Varios castillos o ruinas de castillos se encuentran en los Pequeños Cárpatos, por ejemplo el castillo de Devín, el de Čachtice, el de Červený Kameň y el de Smolenice. Driny, una cueva caliza, es la única abierta al público.

## Imágenes

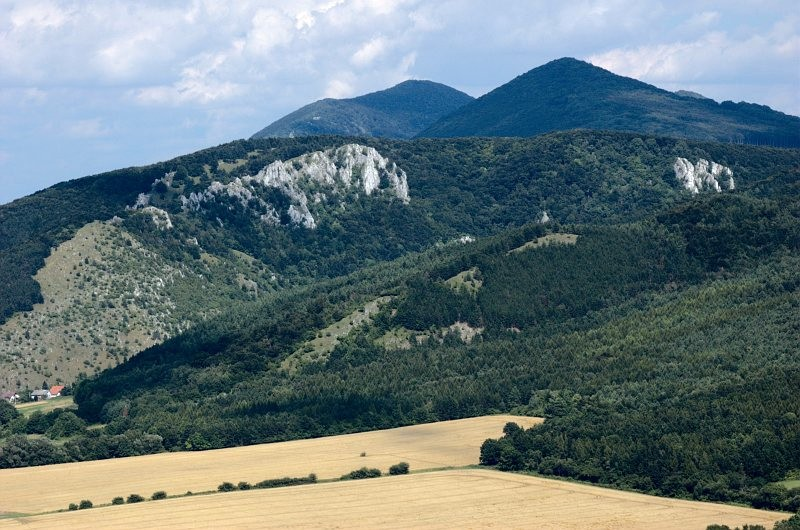
Pequeños Cárpatos cerca de Plavecké Podhradie
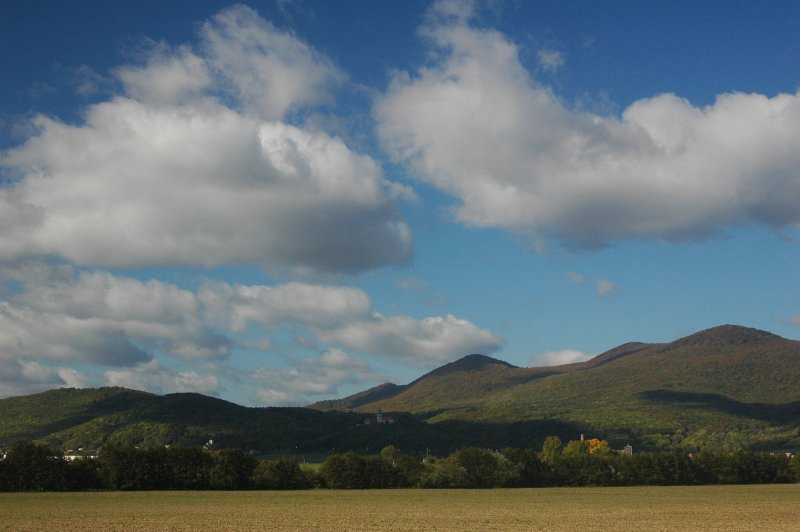
Vista desde el sur
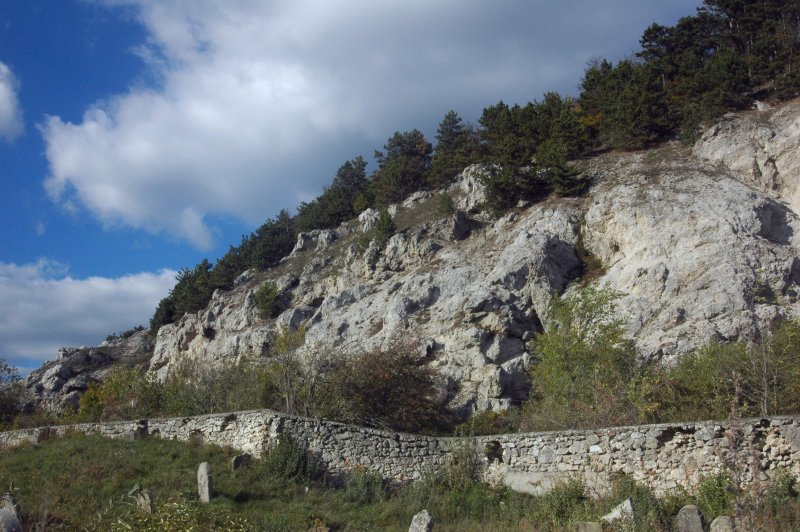
Vista desde el sur
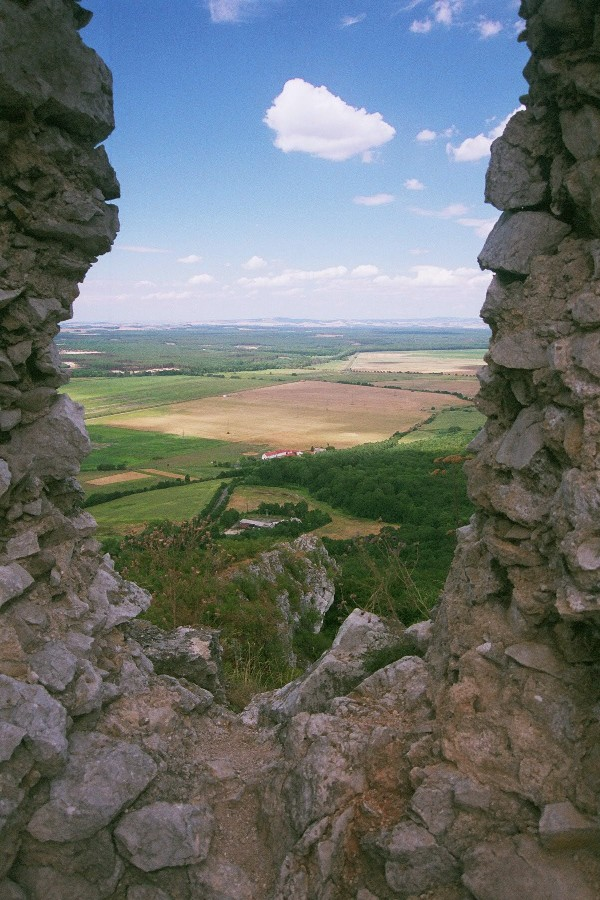
Vista de la llanura de Bor desde los Pequeños Cárpatos

- Wikimedia Commons alberga una categoría multimedia sobre Pequeños Cárpatos.

- Datos: Q426712
- Multimedia: Little Carpathians / Q426712